# Torch Song
Torch Song (bra: Se Eu Soubesse Amar ou Se Eu Soubesse Amar…) é um filme musical estadunidense de 1953, do gênero drama romântico, dirigido por Charles Walters, estrelado por Joan Crawford, e co-estrelado por Michael Wilding. O roteiro de John Michael Hayes e Jan Lustig foi baseado no conto "Why Should I Cry?" (1949), de I. A. R. Wylie.
A produção foi filmada em Technicolor. A voz cantada de Crawford foi dublada por India Adams. Crawford sincronizou seus lábios com a gravação que Adams havia feito originalmente para Cyd Charisse em um número descartado do filme "The Band Wagon" (1953). O filme "That's Entertainment! III" inclui um segmento apresentando os dois números lado a lado, em uma tela dividida.
O filme marcou o retorno de Crawford à MGM depois de sair do estúdio para ingressar na Warner Bros. em 1944. Suas gravações originais para a trilha sonora, que não foram usadas no filme, sobreviveram e foram incluídas em lançamentos de mídias domésticas.

## Sinopse
Jenny Stewart (Joan Crawford), uma artista musical da Broadway de renome e perfeccionismo, possui a fama de ser uma mulher difícil e arrogante que não poupa ninguém de suas explosões temperamentais. Ela fica incomodada com o fato de que, nem mesmo Tye Graham (Michael Wilding) – o pianista cego que a acompanha e acredita ser capaz de romper o exterior resistente dela – começa a criticar seus modos de agir.

## Elenco
- Joan Crawford como Jenny Stewart
  - India Adams como Voz cantada de Jenny
- Michael Wilding como Tye Graham
- Gig Young como Cliff Willard
- Marjorie Rambeau como Sra. Stewart
- Harry Morgan como Joe Denner
- Dorothy Patrick como Martha
- James Todd como Philip Norton
- Eugene Loring como Gene, o diretor de dança
- Paul Guilfoyle como Monty Rolfe
- Benny Rubin como Charles Maylor
- Peter Chong como Peter
- Maidie Norman como Anne
- Nancy Gates como Celia Stewart
- Chris Warfield como Chuck Peters
- Rudy Render como Cantor na Festa
  - Bill Lee como Voz cantada do Cantor

## Produção
"Torch Song" foi o primeiro filme colorido de Joan Crawford, após 25 anos de carreira.
O título de produção do filme foi "Why Should I Cry?", o mesmo do conto em que foi baseado. A atriz Ann Sheridan foi escalada para o papel principal, mas abandonou o projeto e foi substituída por Crawford. Fred McLeod Wilcox também havia sido escalado como o diretor, mas foi substituído por Walters.

## Recepção
Otis Guernsey Jr., em sua crítica para o New York Herald Tribune, escreveu: "Joan Crawford tem outro de seus papéis de estrela ... ela é vívida e irritável, vulcânica e feminina ... Aqui está Joan Crawford em toda a tela, no comando, apaixonada e em cores, uma verdadeira estrela de cinema no que equivale a um show cuidadosamente produzido de uma mulher".
Para a jornalista e escritora brasileira Dulce Damasceno de Brito, Joan Crawford atua com sua "habitual maestria", mas Marjorie Rambeau lhe "rouba o filme" com sua interpretação. Ela deu ao filme 3/5 estrelas.
Um dos exemplos de dramalhões hollywoodiano, a produção é uma das favoritas entre os fãs de filmes "incrivelmente-ruins-porém-tremendamente-divertidos". Repleto de clichês, diálogos inacreditáveis e maquiagem exagerada, o filme ainda mostra uma sequência polêmica e problemática, com Crawford de blackface, vestindo um figurino extravagante e dançando uma coreografia confusa. Em outra sequência também considerada problemática, a personagem de Crawford finge ser cega para entender melhor a deficiência do personagem de Wilding.
Mesmo com suas cenas preconceituosas, o filme é considerado um ícone camp clássico e uma possível influência na interpretação de Faye Dunaway como Crawford em "Mommie Dearest" (1981).

### Bilheteria
De acordo com os registros da Metro-Goldwyn-Mayer, o filme arrecadou US$ 1.135.000 nacionalmente e US$ 533.000 no exterior, totalizando US$ 1.668.000 mundialmente. A produção fez o estúdio perder dinheiro, com um prejuízo de US$ 260.000.

## Prêmios e indicações
| Ano  | Cerimônia | Categoria                | Indicado         | Resultado |
| ---- | --------- | ------------------------ | ---------------- | --------- |
| 1954 | Oscar     | Melhor atriz coadjuvante | Marjorie Rambeau | Indicado  |